# Jogoprayan
Jogoprayan is een bestuurslaag in het regentschap Klaten van de provincie Midden-Java, Indonesië. Jogoprayan telt 1631 inwoners (volkstelling 2010).